# La Arena (Panama, Chitré)
Pour les articles homonymes, voir La Arena.
La Arena  est un corregimiento du district de Chitré, dans la province de Herrera, au Panama. En 2010, la localité comptait une population de 7 586 habitants.